# السمرا (اللاذقية)
السمرا هي قرية سورية تقع في منطقة كسب بمحافظة اللاذقية، وتُعد آخر نقطة حدودية على ساحل البحر الأبيض المتوسط مع تركيا في شمال غرب سوريا. تتميز القرية بموقع جغرافي فريد في وادٍ ضيق بين جبلين حادّي الانحدار على شكل حرف V. تعرضت السمرا عبر تاريخها لعدة كوارث طبيعية من انهيارات صخرية، كان آخرها في عام 1942، مما أدى إلى وفاة العديد من سكانها.
أغلب سكان القرية من الناطقين بالعربية والأرمنية، ويتحدثون لهجة محلية تُعرف بـ«الكسبلية» نسبة إلى مدينة كسب القريبة.

## الجغرافيا والمناخ
تحتوي السمرا على غابات كثيفة وصخور ضخمة مغطاة بأعشاب وأزهار برية نادرة ذات لون قرنفلي مميز. ونظراً لقلّة السكان وبساطتهم، تحافظ القرية على نظافتها وبيئتها الطبيعية دون أي تلوث أو قطع أشجار، ما جعل أغصان الأشجار تتدلى حتى الأرض، مشكلة مظلات طبيعية تستقطب الزوار لقضاء أوقات تحتها.
ويقول الزائرون إن شروق وغروب الشمس في السمرا لهما طابع خاص، حيث تحجب كثافة الأشجار ضوء الشمس عن الأرض، ما يخلق مناظر طبيعية ساحرة خاصة عند الصعود لأعلى نقطة في القرية. كما تشتهر السمرا بأمطارها الغزيرة التي تغذي غاباتها وتجعلها غنية بالمياه رغم بساطة الحياة فيها.
فيما يتعلق بالأراضي، لا تزال السمرا تحتفظ بفن العمارة الريفية التقليدي، حيث تنتشر الأراضي على تلال وجبال، وتفصلها جدران حجرية طبيعية تعرف بـ«حيطا»، مما يعكس تاريخ القرية الزراعي وارتباط سكانها بأرضهم. كما أن البساطة في البناء تساعد في الحفاظ على الطبيعة وعدم التأثير السلبي على البيئة.
وتشتهر السمرا بخصوبة أراضيها التي تزرع بشكل طبيعي دون الحاجة إلى أسمدة كيميائية، ما يجعل منتجاتها الزراعية ذات طعم وجودة مميزة، خاصة الفاصولياء اليابسة.

## السياحة
ازدادت شهرة القرية بعد أن ظهرت في المسلسل السوري الكوميدي الشهير «ضيعة ضايعة»، حيث سُميت فيها بـ«أم الطانفس»، وزاد الإقبال عليها من الزوار والسياح من داخل وخارج سوريا.

تتنوع مقومات السياحة في السمرا بين مشاهد البحر على منحدرات صخرية، والغابات الكثيفة التي توفر أماكن مثالية للتخييم، بالإضافة إلى وجود تراب أسود في بعض الأراضي يشبه مستحضرات البحر الميت للعناية بالبشرة، مما يضفي على الزيارة بعداً صحياً وجمالياً فريداً.